# Kościół St. Peter am Perlach
Kościół St. Peter am Perlach, znany również jako Perlachkirche – rzymskokatolicka świątynia znajdująca się w niemieckim mieście Augsburg, przy Rathausplatzu. Do 1802 roku nosiła godność kolegiaty.

## Historia
Kościół św. Piotra na terenie osady kupieckiej Perlach ufundował około 1060 roku biskup Embrico; prawdopodobnie wzniesiono go na miejscu starszej kaplicy. Wieża kościelna wzmiankowana jest już w roku 989, służyła wówczas jako wieża strażnicza i miała wysokość 30 m. Świątynia została zniszczona przez pożar, w 1182 roku odbudowano ją jako trójnawowy kościół, drugi pod względem wieku w mieście po katedrze. W 1526 wieża kościoła została dwukrotnie podwyższona na koszt miasta, a w latach 1612–1618 przebudowana wg projektu Eliasa Holla. W 1802 zlikwidowano kapitułę funkcjonującą przy świątyni, planowano jej rozbiórkę, lecz od 1806 ponownie są w niej nabożeństwa. Świątynia została zniszczona podczas bombardowania w 1944 roku. W 1954 opiekę nad świątynią przejęli jezuici, którzy posługiwali tu do 2010 roku.

## Architektura i wyposażenie
Świątynia romańska, trójnawowa, o układzie halowym. Wieża kościelna, znana jako Perlachturm, ma wysokość 70 m, zawieszony jest na niej carillon. Głównym elementem wyposażenia jest barokowy obraz Marii Rozwiązującej Węzły, ufundowany w 1700 roku przez kanonika Hieronymusa Ambrosiusa Langenmantela, przypisywany Johannowi Georgowi Melchiorowi Schmidtnerowi. Z podobnego okresu pochodzi również kopia ikony Matki Bożej, której oryginał przechowywany jest w kościele Najświętszej Marii Panny w Ingolstadt. Ołtarz główny wykonano ok. roku 1760 lub 1770, zdobią go obrazy: Chrystusa Dobrego Pasterza autorstwa Johanna Matthiasa Kagera i św. Piotra pędzla Johanna Georga Bergmüllera. Tabernakulum pochodzi z roku 1707, przeniesiono je w 1864 z ołtarza Serca Jezusowego katedry augsburskiej. Ołtarz celebracyjny poświęcono w roku 2008, a prospekt organowy wykonano w 1688 roku. Do jednej ze ścian przymocowana jest figura Madonny z ok. roku 1420 lub 1430. Glinianą rzeźbę św. Piotra wykonał Carlo di Cesare del Palagio, ufundował ją w 1581 roku Octavianus Secundus Fugger.

## Galeria

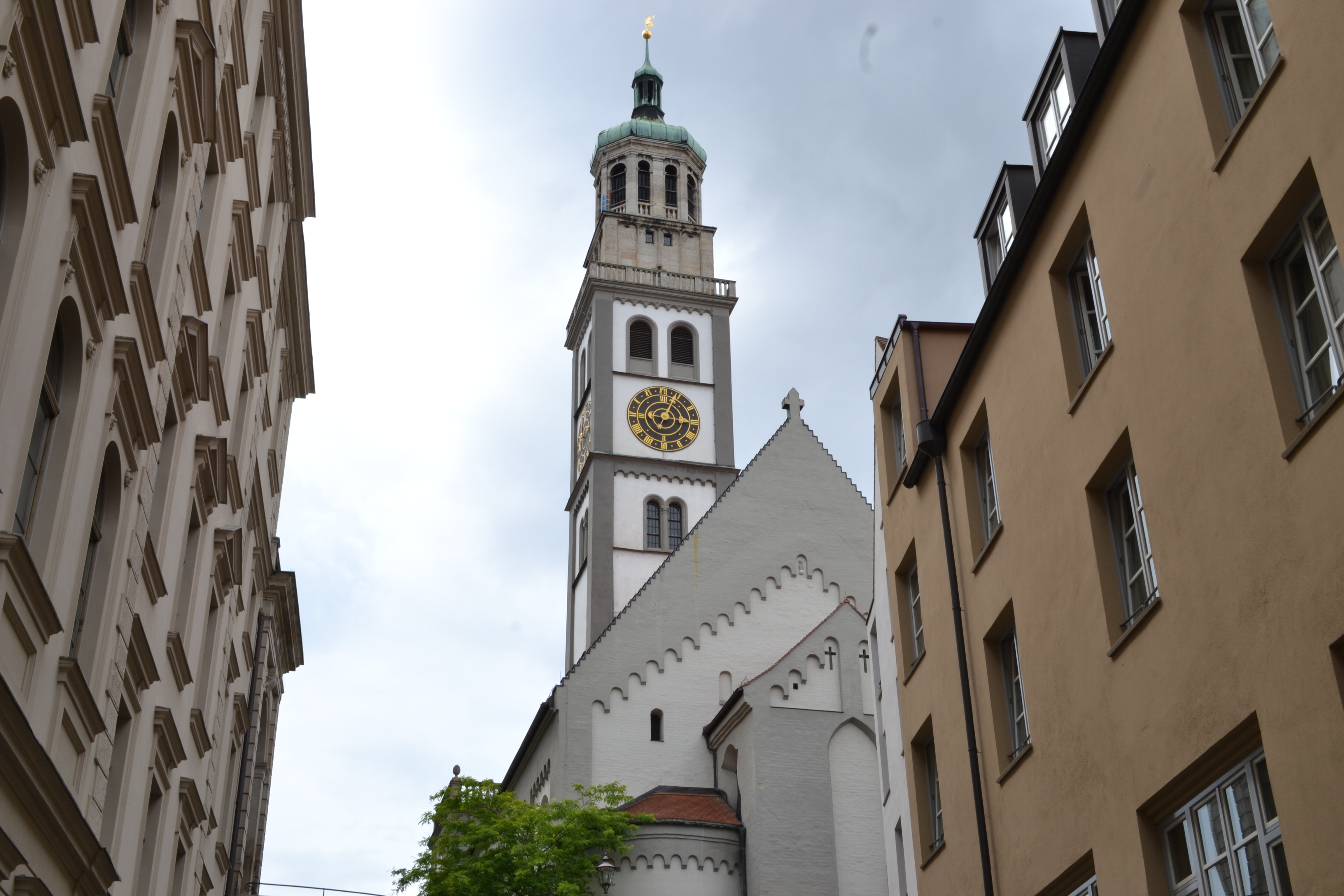
Widok ze wschodu
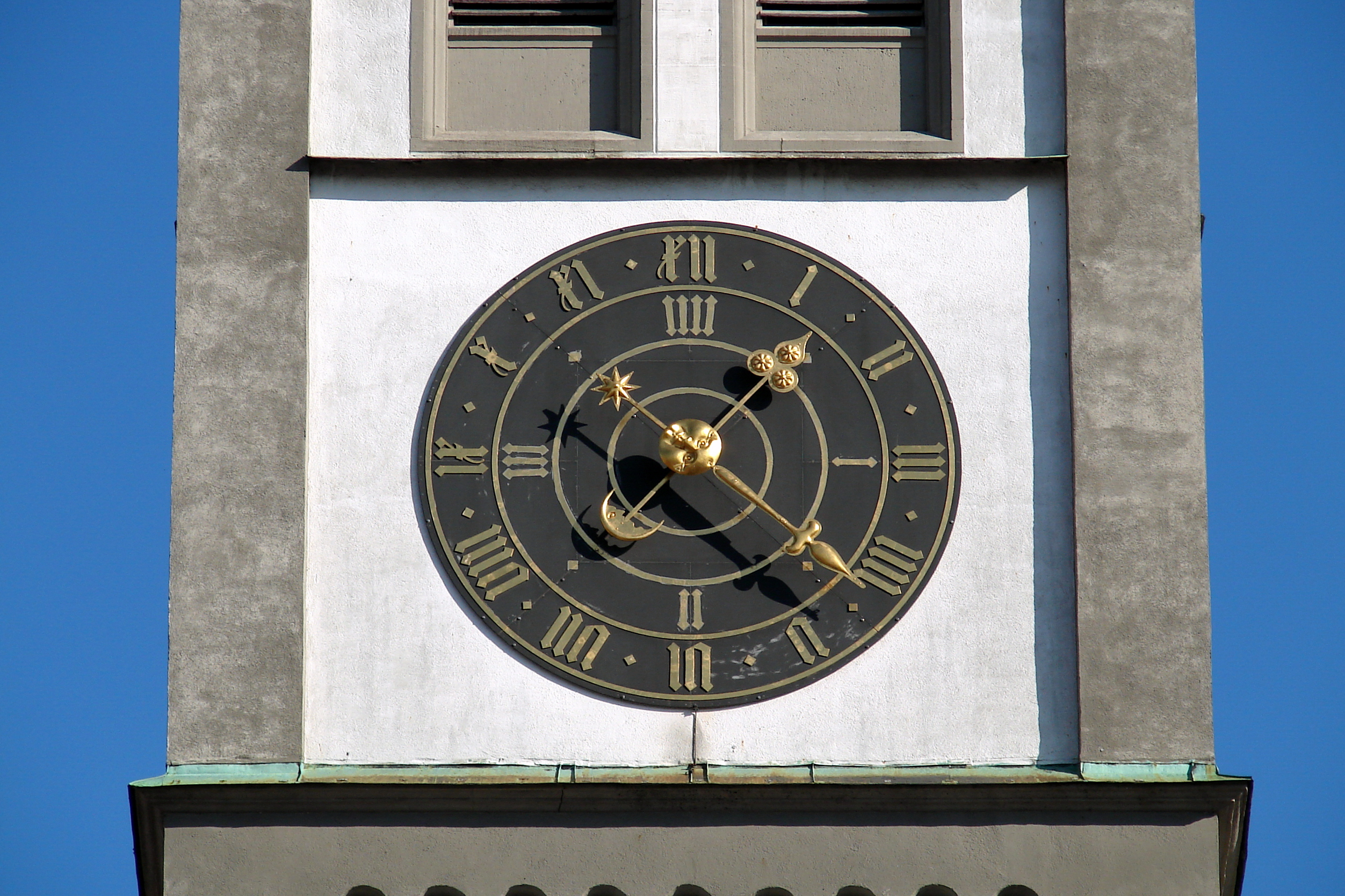
Zegar wieżowy
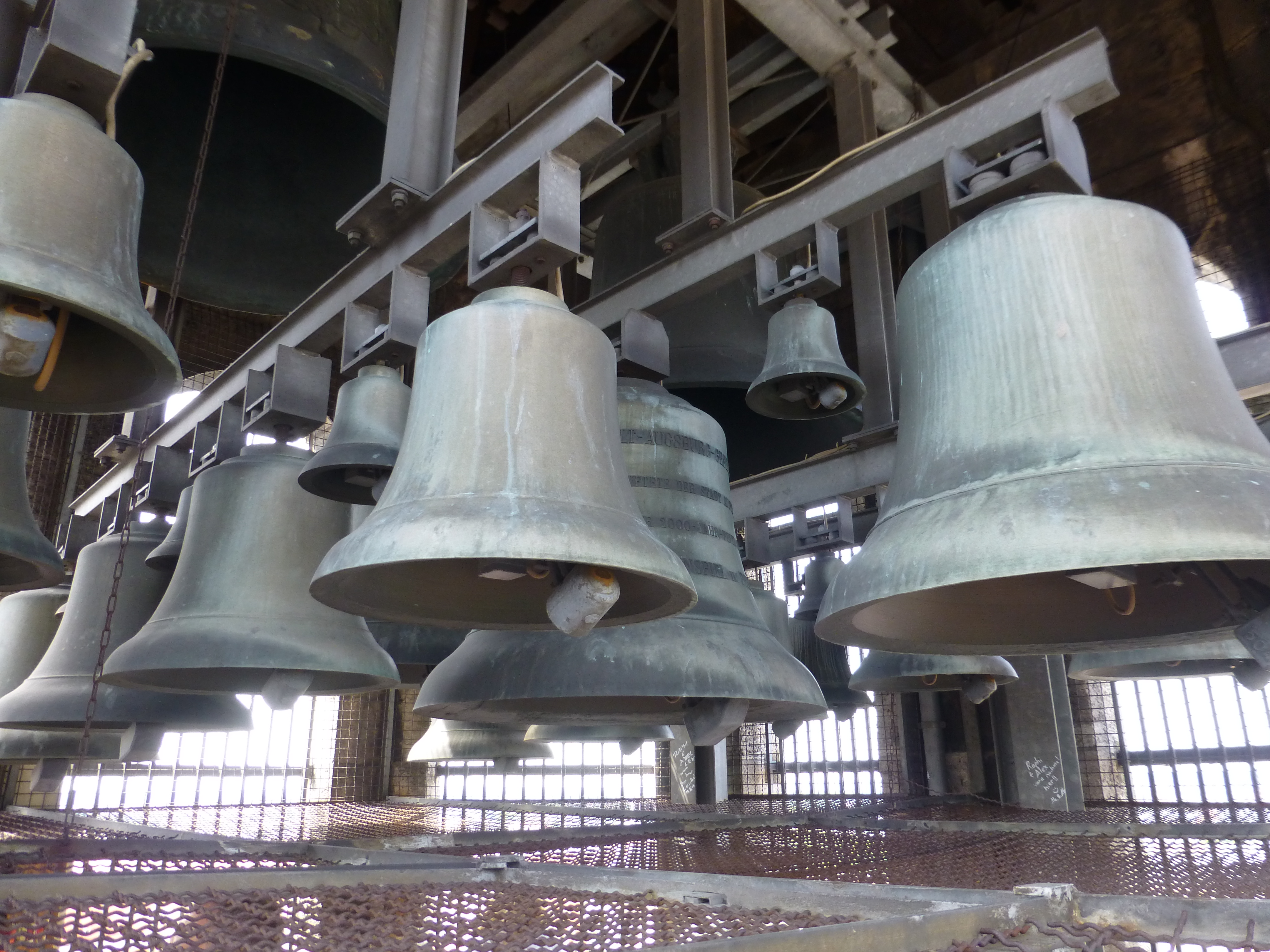
Dzwony karylionowe
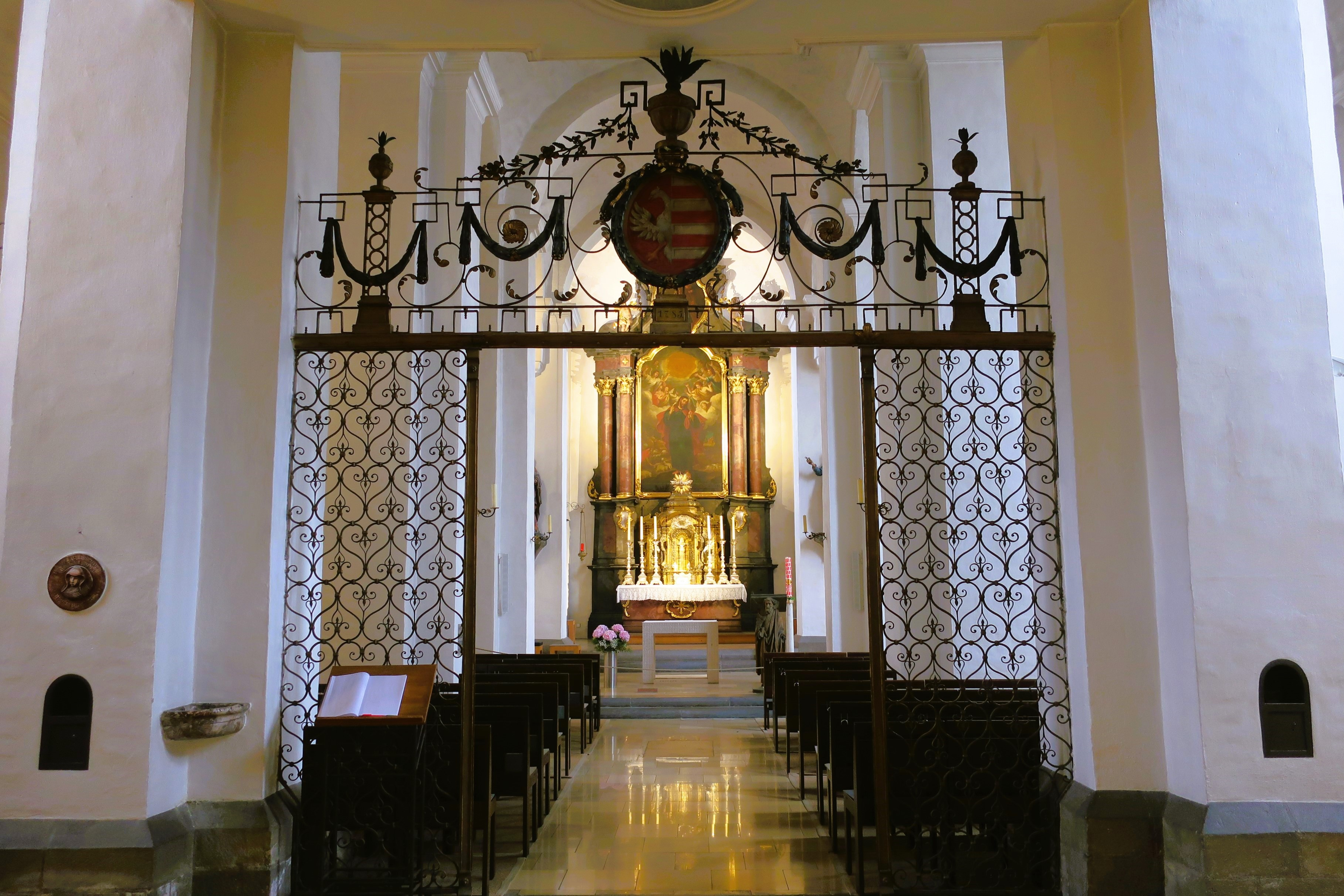
Wnętrze
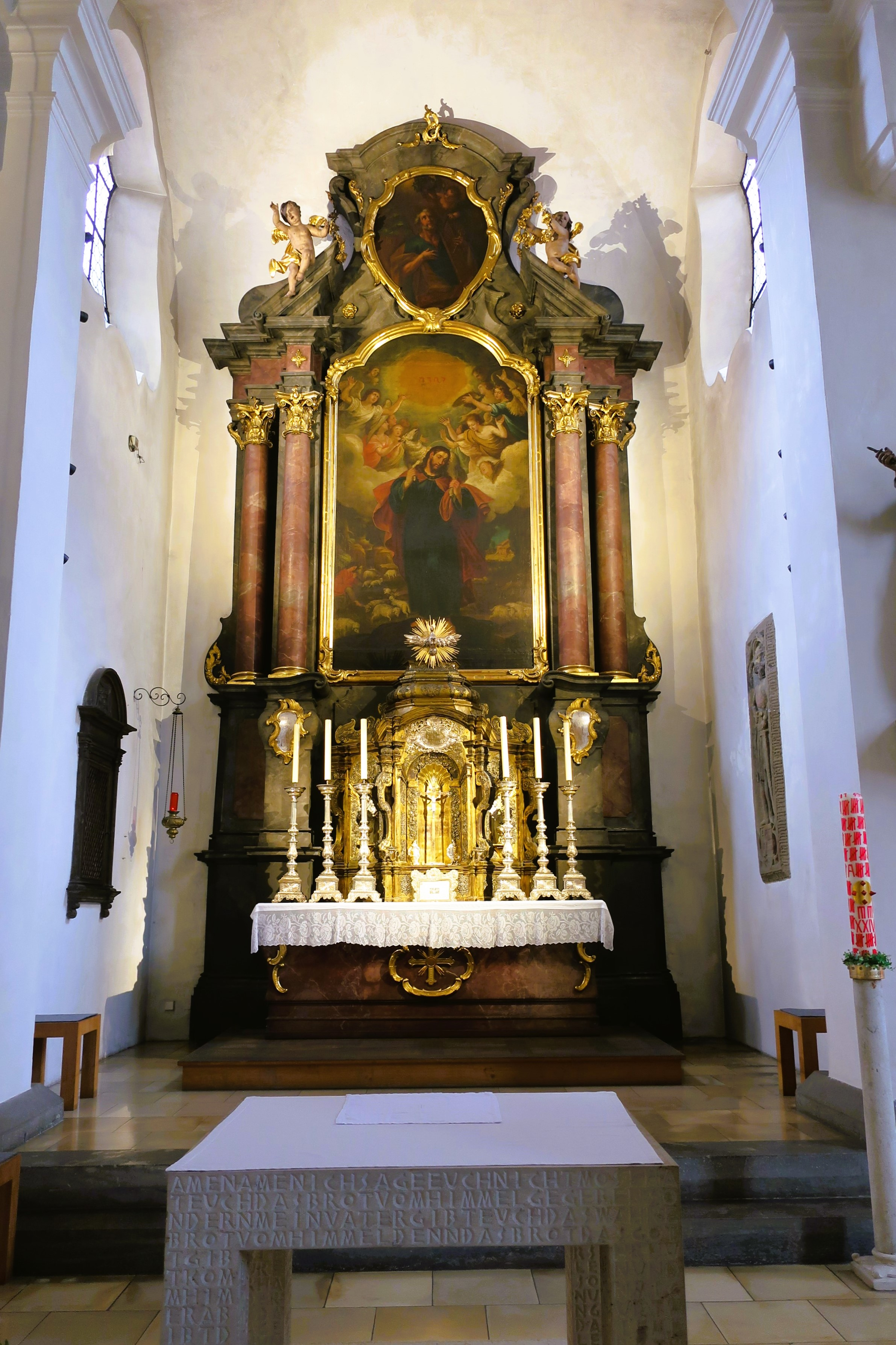
Ołtarz główny
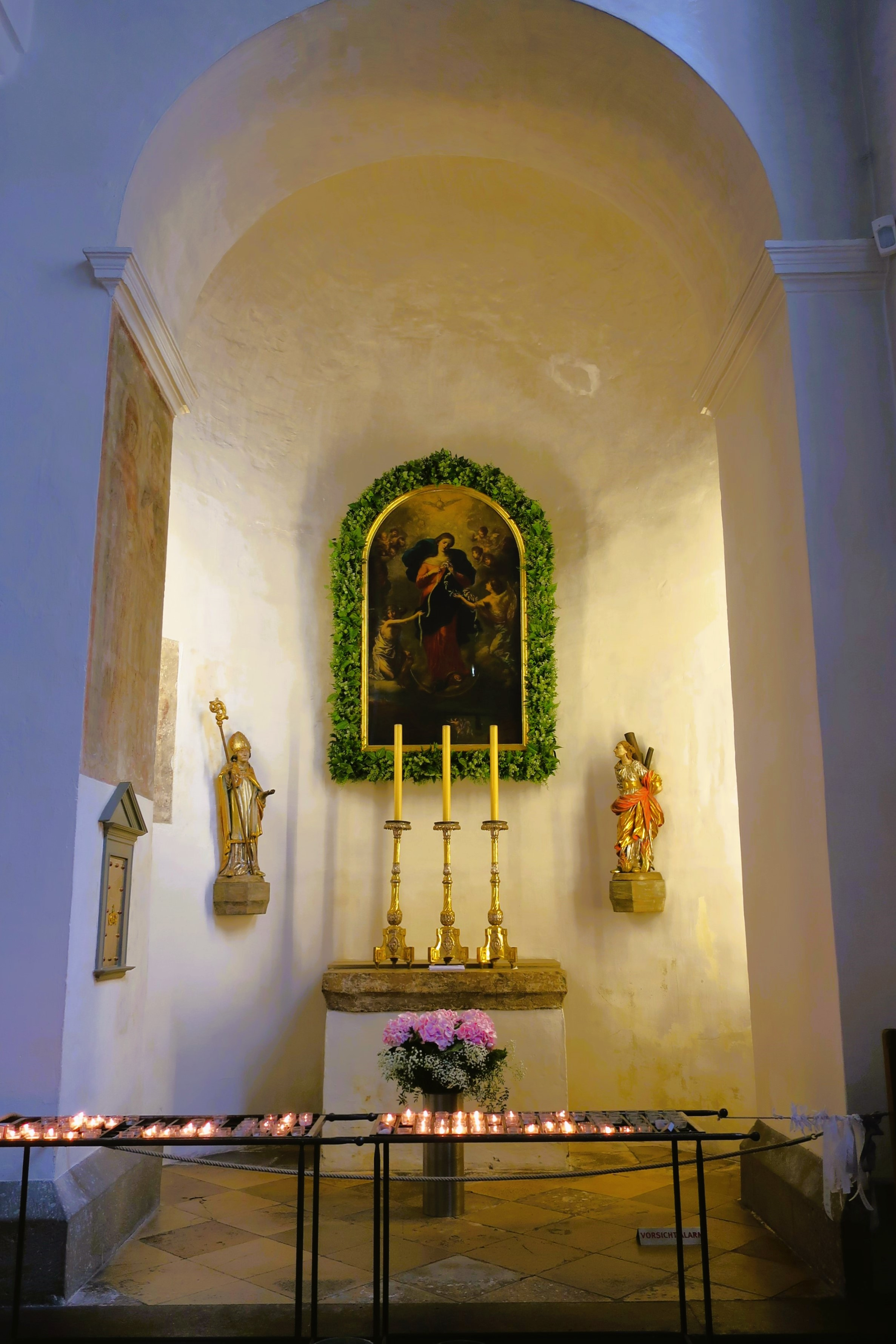
Obraz Matki Bożej Rozwiązującej Węzły
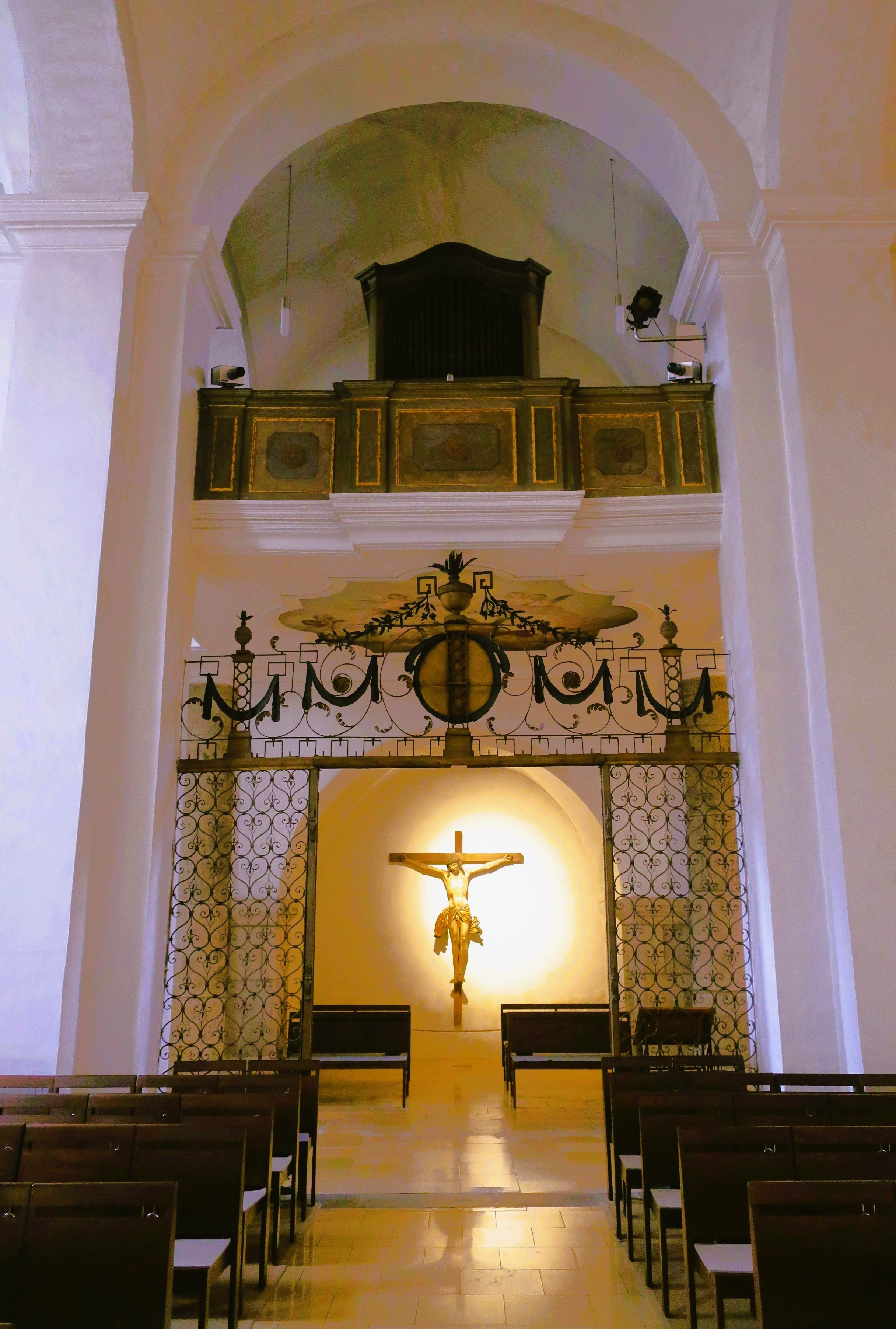
Empora organowa